# Sum Sum Hill
Sum Sum Hill es una localidad de Trinidad y Tobago, que forma parte de la región de Couva-Tabaquite-Talparo.

## Geografía
La localidad abarca parte de la isla Trinidad y limita al norte con Claxton Bay y Diamond, al sur y este con Cedar Hill y al oeste con Claxton Bay.

## Demografía
Datos demográficos de la localidad de Sum Sum Hill:
| Gráfica de evolución demográfica de Sum Sum Hill entre 2000 y 2011 |
|                                                                    |